# 木暮山人
木暮 山人（こぐれ やまと、1928年3月7日‐1998年5月26日）は、日本の歯科医・政治家。参議院議員（2期）。

## 生涯
新潟県新発田市出身。旧制新発田中を経て日本歯科医学専門学校を1949年に卒業。更に法政大学法学部に進学し、1951年に卒業した。その後、日本歯科大学歯科薬理学教室研究生として在学，歯学博士の学位を取得する。
政治に早くから関心を持ち、法政大学在学中に亜細亜青年連盟を結成して1953年の総選挙に立候補。この時は得票が法定得票数にも満たず泡沫候補に終わるが、その後5回も総選挙に出馬し続けて得票を伸ばし続けた。その一方で歯科医として歯友会歯科技術専門学校の創設に関わり、歯科技工から実業界にも進出。東南アジアへの医療奉仕団長を務めるなど、アジア諸国との交流に尽力した。
1989年の参院選で自民党の公認を得て、初当選。国政初挑戦から36年目を経て、ようやく政界入りを果たす。自民党では清和会を経て政眞会に所属するが、1993年に自民党を離党すると新生党を経て新進党結成に参加。1995年の参院選では新進党公認で再選を果たす。
自民党離党後も小沢一郎、加藤六月らと行動を共にし、新進党解党後の1998年、自由党の結成に参加したが、任期途中の1998年5月26日、大腸腫瘍による肝不全などのため、入院先の東京都新宿区内の病院で死去した。70歳没。同年6月5日、特旨を以て位記を追賜され、死没日付をもって従四位勲三等に叙され、旭日中綬章を追贈された。哀悼演説は同年6月9日の参議院本会議で足立良平により行われた。なお、死去に伴い欠員補充として旧新進党の比例名簿から松崎俊久が繰上当選となった。

## 政歴
- 1953年4月19日 - 第26回衆議院議員総選挙（旧新潟2区・無所属）落選。
- 1955年2月27日 - 第27回衆議院議員総選挙（旧新潟2区・無所属）落選。
- 1958年12月18日 - 第28回衆議院議員総選挙（旧新潟2区・無所属）落選。
- 1960年11月20日 - 第29回衆議院議員総選挙（旧新潟1区・無所属）落選。
- 1983年12月18日 - 第37回衆議院議員総選挙（旧新潟2区・無所属）落選。
- 1989年7月23日 - 第15回参議院議員通常選挙（比例区・自民党公認）当選。
- 1992年8月 - 宮澤内閣環境庁政務次官。
- 1995年7月23日 - 第17回参議院議員通常選挙（比例区・新進党公認）当選。